# Epiphyllum
Epiphyllum ist eine Pflanzengattung aus der Familie der Kakteengewächse (Cactaceae). Der botanische Name der Gattung leitet sich von den griechischen Wörtern έπί epí für „auf“ und φύλλον phýllon für „Blatt“ ab, bedeutet zusammen „auf dem Blatt“ und verweist auf den Ursprungsort der Blüten an den blattähnlichen Trieben. Die Typusart der Gattung ist Epiphyllum phyllanthus.

## Beschreibung
Die Arten der Gattung Epiphyllum wachsen meistens epiphytisch, einige jedoch auch lithophytisch. Es sind frei verzweigte, aufrechte, kletternde oder hängende Sträucher, die häufig Luftwurzeln ausbilden. Alte Triebe sind im Querschnitt rund, für gewöhnlich ohne Dornen und oft holzig. Jüngere Triebe sind blattähnlich abgeflacht, haben Ränder mit breit gerundeten oder spitzen Zähnen und sind an den Areolen manchmal gelappt oder gefiedert geteilt. Dornen sind für gewöhnlich nicht vorhanden.
Die tablett- oder trichterförmigen Blüten entstehen seitlich, stehen einzeln und sind 10 bis 30 Zentimeter lang. Sie öffnen sich für gewöhnlich in der Nacht. Das Perikarpell ist mit kleinen Schuppen und nur selten mit Haaren oder Borsten besetzt. Die lange Blütenröhre hat kahle Schuppen und ist am Schlund abrupt geweitet. Die äußeren Blütenhüllblätter sind weißlich, gelblich oder blassrosa, die inneren blassgelb oder weiß.
Die eiförmigen bis länglichen, dornlosen Früchte tragen kleine Schuppen und Areolen. Sie sind 4 bis 9 Zentimeter lang und weisen einen Durchmesser von 2 bis 5 Zentimeter auf. Die nierenförmigen Samen sind schwarz.

## Verbreitung und Systematik

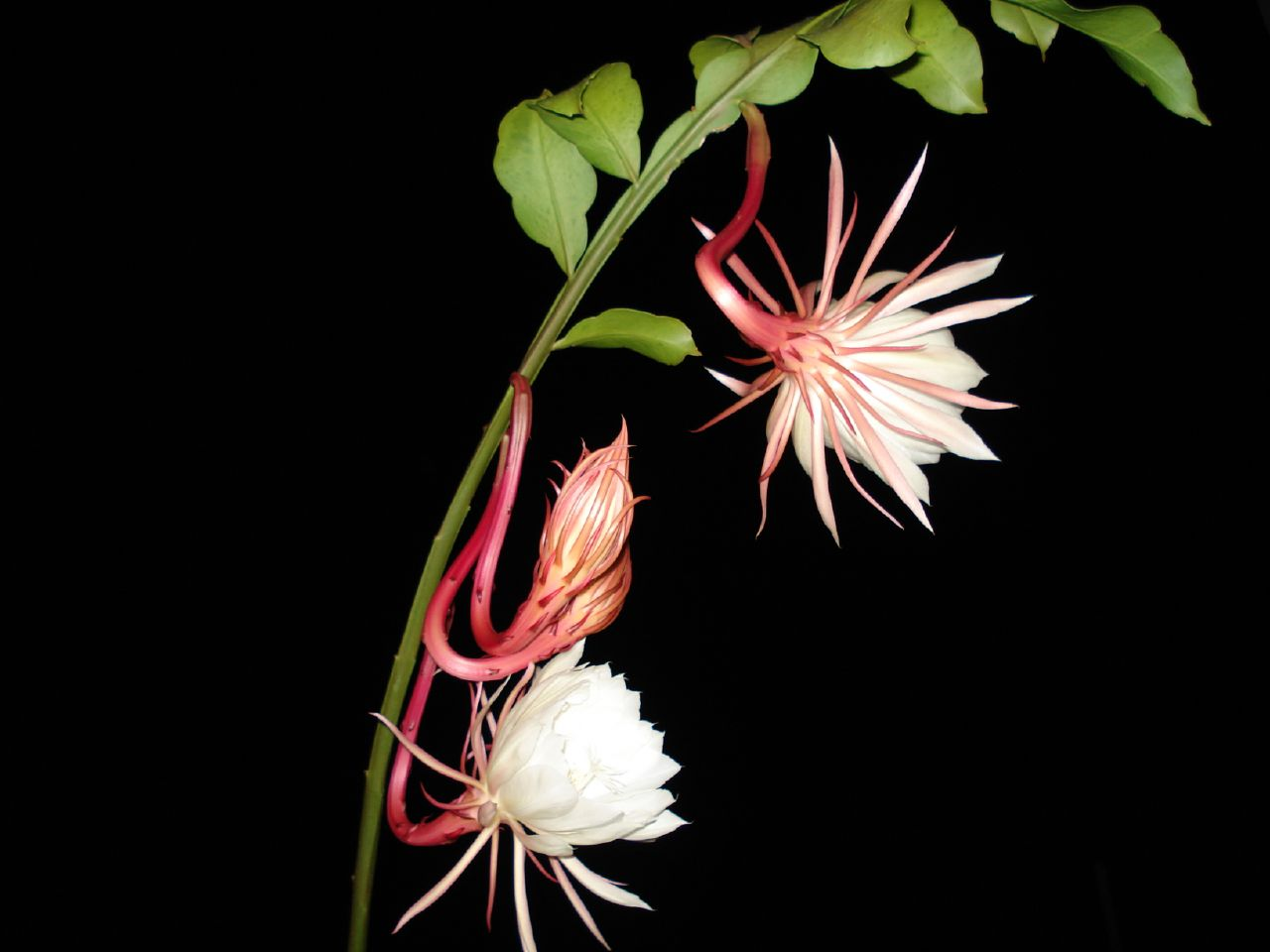
Epiphyllum oxypetalum

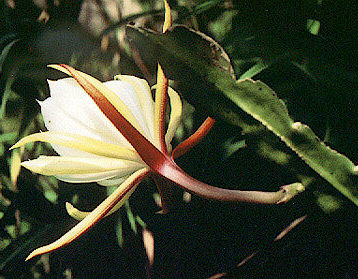
Epiphyllum laui

Die Gattung Epiphyllum ist hauptsächlich in Mittelamerika und Mexiko verbreitet. Einige Arten wachsen jedoch auch in der Karibik und im Norden von Südamerika.
Die Erstbeschreibung erfolgte 1812 durch Adrian Hardy Haworth. Die Typusart der Gattung ist Epiphyllum phyllanthus (L.) Haw.

### Systematik nach N.Korotkova et al. (2021)
Die Gattung umfasst folgenden Arten:
- Epiphyllum baueri Dorsch
- Epiphyllum cartagense (F.A.C.Weber) Britton & Rose
- Epiphyllum chrysocardium Alexander
- Epiphyllum grandilobum (F.A.C.Weber) Britton & Rose
- Epiphyllum hookeri Haw.
  - Epiphyllum hookeri subsp. columbiense (F.A.C.Weber) Ralf Bauer
  - Epiphyllum hookeri subsp. guatemalense (Britton & Rose) Ralf Bauer
  - Epiphyllum hookeri subsp. hookeri
  - Epiphyllum hookeri subsp. pittieri (F.A.C.Weber) Ralf Bauer
- Epiphyllum laui Kimnach
- Epiphyllum oxypetalum (DC.) Haw.
- Epiphyllum phyllanthus (L.) Haw.
  - Epiphyllum phyllanthus subsp. phyllanthus
  - Epiphyllum phyllanthus subsp. rubrocoronatum (Kimnach) Ralf Bauer
  - Epiphyllum phyllanthus var. plattsii Proctor
- Epiphyllum pumilum Britton & Rose
- Epiphyllum thomasianum (K.Schum.) Britton & Rose
  - Epiphyllum thomasianum subsp. costaricense (F.A.C.Weber) Ralf Bauer
  - Epiphyllum thomasianum subsp. thomasianum

Synonyme der Gattung sind Phyllocactus Link (1829, nom. illeg.), Phyllocereus Miq. (1839, nom. illeg.), Marniera Backeb. (1950) und Chiapasophyllum Doweld (2002).

### Systematik nach N.Korotkova, Borsch und Arias (2017)
In ihrer Synopsis der Tribus Hylocereeae akzeptieren Nadja Korotkova, Thomas Borsch und Salvador Arias 2017 die folgenden Arten:
- Epiphyllum baueri Dorsch
- Epiphyllum cartagense (F.A.C.Weber) Britton & Rose
- Epiphyllum chrysocardium Alexander
- Epiphyllum grandilobum (F.A.C.Weber) Britton & Rose
- Epiphyllum hookeri Haw.
  - Epiphyllum hookeri subsp. hookeri
  - Epiphyllum hookeri subsp. columbiense (F.A.C.Weber) Ralf Bauer
  - Epiphyllum hookeri subsp. guatemalense (Britton & Rose) Ralf Bauer
  - Epiphyllum hookeri subsp. pittieri (F.A.C.Weber) Ralf Bauer
- Epiphyllum laui Kimnach
- Epiphyllum oxypetalum (DC.) Haw.
- Epiphyllum phyllanthus (L.) Haw.
  - Epiphyllum phyllanthus subsp. phyllanthus
  - Epiphyllum phyllanthus subsp. rubrocoronatum (Kimnach) Ralf Bauer
- Epiphyllum pumilum Britton & Rose
- Epiphyllum thomasianum (K.Schum.) Britton & Rose
  - Epiphyllum thomasianum subsp. thomasianum
  - Epiphyllum thomasianum subsp. costaricense (F.A.C.Weber) Ralf Bauer

### Systematik nach E.F.Anderson/Eggli (2005)
Zur Gattung gehören die folgenden Arten:
- Epiphyllum anguliger (Lem.) G.Don ≡ Disocactus anguliger (Lem.) M.Á.Cruz & S.Arias
- Epiphyllum baueri Dorsch
- Epiphyllum cartagense (F.A.C.Weber) Britton & Rose
- Epiphyllum columbiense (F.A.C.Weber) Dodson & A.H.Gentry ≡ Epiphyllum hookeri subsp. columbiense (F.A.C.Weber) Ralf Bauer
- Epiphyllum costaricense (F.A.C.Weber) Britton & Rose ≡ Epiphyllum thomasianum subsp. costaricense (F.A.C.Weber) Ralf Bauer
- Epiphyllum crenatum (Lindl.) G.Don ≡ Disocactus crenatus (Lindl.) M.Á.Cruz & S.Arias
  - Epiphyllum crenatum var. crenatum ≡ Disocactus crenatus subsp. crenatus
  - Epiphyllum crenatum var. kimnachii Bravo ex Kimnach ≡ Disocactus crenatus subsp. kimnachii (Bravo ex Kimnach) M.A.Cruz & S.Arias
- Epiphyllum grandilobum (F.A.C.Weber) Britton & Rose
- Epiphyllum guatemalense Britton & Rose ≡ Epiphyllum hookeri subsp. guatemalense (Britton & Rose) Ralf Bauer
- Epiphyllum hookeri Haw.
- Epiphyllum laui Kimnach
- Epiphyllum lepidocarpum (F.A.C.Weber) Britton & Rose ≡ Disocactus lepidocarpus (F.A.C.Weber) M.Á.Cruz & S.Arias
- Epiphyllum oxypetalum (DC.) Haw.
- Epiphyllum phyllanthus (L.) Haw.
- Epiphyllum pittieri (F.A.C.Weber) Britton & Rose ≡ Epiphyllum hookeri subsp. pittieri (F.A.C.Weber) Ralf Bauer
- Epiphyllum pumilum Britton & Rose
- Epiphyllum rubrocoronatum (Kimnach) Dodson & A.H.Gentry ≡ Epiphyllum phyllanthus subsp. rubrocoronatum (Kimnach) Ralf Bauer
- Epiphyllum thomasianum (K.Schum.) Britton & Rose

Synonyme der Gattung sind Phyllocactus Link, Arthrophyllum Labour. und Marniera Backeb.

## Nachweise